# Tachuda marma
Tachuda marma är en fjärilsart som beskrevs av William Schaus. Tachuda marma ingår i släktet Tachuda och familjen tandspinnare. Inga underarter finns listade i Catalogue of Life.